# 天主教巴富薩姆教區
天主教巴富薩姆教區（拉丁語：Dioecesis Bafussamensis）是喀麥隆一個羅馬天主教教區，屬杜阿拉總教區。
教區成立於1970年2月5日，2006年有教友310,800人（佔轄區總人口16.7%）、六十七個堂區、109名司鐸。現任教區主教為迪厄多内·瓦迪奥。